# Fosfato diamónico
El hidrógenofosfato de amonio, fosfato monoácido de amonio o fosfato diamónico (DAP de sus siglas en inglés) es una de las sales de fosfato de amonio solubles en agua que se puede producir a partir de la  reacción de neutralización entre el ácido fosfórico y el amoniaco. 

## Propiedades químicas
Al tratarse de una sal de amonio neutra, puede desprender algo de amoniaco en función de la presión del aire (o del pH si está en disolución). El fosfato diamónico sólido muestra una presión de disociación del amoniaco dada por la siguiente ecuación:
| (NH4)2HPO4(s) NH3(g) + NH4H2PO4(s) | log PmmHg = −3063 / T + 175 log T + 3.3 |

donde:
P = la presión de disociación resultante del amoniaco
T = temperatura absoluta (medida en K)
A 100 °C, la presión de disociación del fosfato diamónico es de aproximadamente 5 mmHg.
El hidrógeno fosfato diamónico es fácilmente soluble en agua. Sus disoluciones acuosas son débilmente alcalinas, con un pH: 7,6-8,2 (100 g/l H2O).

## Síntesis y producción
Se obtiene a partir de la reacción de neutralización entre el ácido fosfórico y el amoniaco:
{\displaystyle \mathrm {2\;NH_{3}+H_{3}PO_{4}\rightarrow (NH_{4})_{2}HPO_{4}} .}

## Aplicaciones y usos
El uso principal del DAP es el de fertilizante. Cuando se aplica como nutriente de las plantas, aumenta temporalmente el pH del suelo, pero a lo largo del tiempo el suelo tratado se vuelve más ácido que antes debido a la nitrificación del amonio. Es incompatible con productos químicos alcalinos: porque su ion amonio se convierte en amoniaco en un entorno de pH alto. La formulación típica de este fertilizante es 18-46-0 (18% N, 46% de P2O5, K2O 0%).
El DAP puede ser utilizado como un retardante de fuego. Se reduce la temperatura de combustión del material, disminuye las tasas de pérdida de peso máximo, y las causas del aumento de la producción de residuos o carbón. Estos son efectos importantes en la lucha contra los incendios forestales como la reducción de la temperatura de pirólisis. Es el componente mayoritario de algunos productos comerciales populares de lucha contra incendios.
El DAP se utiliza también como nutriente de la levadura en la elaboración del vino, aguamiel y cerveza; como aditivo en algunas marcas de cigarrillos supuestamente como un promotor de la nicotina; fundente para soldadura de estaño como, cobre, zinc y latón; y para controlar la precipitación de los colorantes coloidales soluble en álcali y ácido insolubles en lana.
También es utilizado como atrayente alimenticio en el trampeo de la mosca del olivo (Bractocera oleae) para su monitoreo o para su trampeo masivo como medida de control.